# MUND-62
MUND-62 – zapalnik stosowany do uzbrajania min, używany między innymi w Wojsku Polskim.

## Charakterystyka
Zapalnik MUND-62 służy do detonacji miny MPP-61 i MS-64. Jest wykonany z tworzywa sztucznego. Składa się z mechanizmu uderzeniowego oraz zapału.

Mechanizm uderzeniowy, z wyjątkiem grotu iglicy i sprężyny, jest wykonany z tworzywa sztucznego. Składa się z kadłuba, kapturka naciskowego, sprężyny i iglicy. Zapał o natychmiastowym działaniu i o opóźnionym działaniu składa się z obsady, spłonki zapalającej, opóźniacza i spłonki pobudzającej. Opóźniacz działa z 1, 2 i 3-sekundowym opóźnieniem.